# Sam Pellom
Samuel Troy Pellom, (nacido el 2 de octubre de 1951 en Wilmington, Carolina del Norte) es un exjugador de baloncesto estadounidense. Con 2.06 de estatura, su puesto natural en la cancha era el de pívot. 

## Trayectoria
- Atlanta Hawks (1979–1982)
- Milwaukee Bucks (1982-1983)
- Lancaster Lightning (1983)
- Tours (1983-1984)
- Deportivo San Andrés (1984-1985)
- Club Baloncesto Breogán (1985)